# Daphnella corbicula
Daphnella corbicula är en snäckart som beskrevs av Dall 1889. Daphnella corbicula ingår i släktet Daphnella och familjen kägelsnäckor. Inga underarter finns listade i Catalogue of Life.